# Communauté de communes du Pays de Cocagne
Die Communauté de communes du Pays de Cocagne ist ein ehemaliger Gemeindeverband (Communauté de communes) im südfranzösischen Département Tarn in der Region Midi-Pyrénées.

## Ehemalige Mitgliedsgemeinden
| - Aguts - Algans - Appelle - Bertre - Cambon-lès-Lavaur - Cuq-Toulza - Lacroisille | - Mouzens - Péchaudier - Puylaurens - Roquevidal - Saint-Germain-des-Prés - Saint-Sernin-lès-Lavaur |

Somit umfasste der Gemeindeverband fünf der zehn Gemeinden des Kantons Puylaurens sowie acht der elf Gemeinden des Kantons Cuq-Toulza.

## Geschichte
Der Gemeindeverband wurde im Dezember 2000 mit den fünf Gemeinden Algans, Cuq-Toulza, Lacroisille, Puylaurens und Saint-Germain-des-Prés gebildet. Im Jahr 2004 kamen die fünf Gemeinden Aguts, Appelle, Cambon-lès-Lavaur, Péchaudier und Saint-Sernin-lès-Lavaur hinzu, es folgten Bertre (2006), Roquevidal (2008) und Mouzens (2009).